# PCHL 1929/30
Die Saison 1929/30 war die zweite reguläre Saison der Pacific Coast Hockey League (PCHL). Meister wurden die Vancouver Lions.

## Modus
Während der regulären Saison bestritten die vier Teams der Liga jeweils 36 Spiele. Für einen Sieg erhielt jede Mannschaft zwei Punkte, bei einem Unentschieden gab es ein Punkt und bei einer Niederlage null Punkte.

## Reguläre Saison

### Tabelle
Legende: GP = Spiele, W = Siege, L = Niederlagen, T = Unentschieden, GF = Erzielte Tore, GA = Gegentore, Pts = Punkte
|                    | GP | W  | L  | T | GF | GA  | Pts |
| ------------------ | -- | -- | -- | - | -- | --- | --- |
| Vancouver Lions    | 36 | 20 | 8  | 8 | 86 | 46  | 48  |
| Portland Buckaroos | 36 | 20 | 10 | 6 | 64 | 34  | 46  |
| Seattle Eskimos    | 36 | 15 | 13 | 8 | 77 | 58  | 38  |
| Victoria Cubs      | 36 | 5  | 29 | 2 | 43 | 132 | 12  |